# Pompás gyümölcsgalamb
A pompás gyümölcsgalamb (Ptilinopus superbus) a madarak osztályának galambalakúak (Columbiformes) rendjébe és a galambfélék (Columbidae) családjába tartozó faj.

## Rendszerezése
A fajt Coenraad Jacob Temminck holland arisztokrata és zoológus írta le 1809-ben, a Columba nembe Columba Superba néven.

## Alfajai
- Ptilinopus superbus superbus - Maluku-szigetek, Új-Guinea, a Bismarck-szigetek, a Salamon-szigetek területén él, ezeken kívül Ausztrália északkeleti részén honos.
- Ptilinopus superbus temminckii - Celebesz

## Előfordulása
Indonézia, Pápua Új-Guinea és a Salamon-szigetek területén él, ezeken kívül Ausztrália északkeleti és keleti részén honos. 
Természetes élőhelyei szubtrópusi és trópusi mangroveerdők, síkvidéki és hegyi esőerdők, valamint ültetvények és városi régiók. Nomád faj.

## Megjelenése
Átlagos testhossza 24 centiméter, testtömege 80-145 gramm. Arcrésze és melle világoszöld, háta zöld színű, sötéten pettyezett, hasa és alsó farkfedői fehérek. A nemek különböznek, a hím feje lila, tarkója és nyakának oldala piros, melle és hasa közt fekete csík látszik.
|  |  |

## Életmódja
Párban vagy magányosan keresgéli olajos gyümölcsökből álló táplálékát. Feltűnő színei ellenére jól rejtőzik a lombok között.

## Szaporodása
Fákra készíti fészkét, gallyak felhasználásával.

## Természetvédelmi helyzete
Az elterjedési területe rendkívül nagy, egyedszáma ugyan csökken, de még nem éri el a kritikus szintet. A Természetvédelmi Világszövetség Vörös listáján nem fenyegetett fajként szerepel.